# میتلشتناه
میتلشتناه (به آلمانی: Mittelstenahe) یک شهر در آلمان است که در بورده لامشتدت واقع شده‌است. میتلشتناه ۶۵۱ نفر جمعیت دارد.